# Hermann Carl Vogel
Hermann Carl Vogel, nemški astronom, * 3. april 1841, Leipzig, Kraljevina Saška (sedaj Nemčija), † 13. avgust 1907, Potsdam, Nemško cesarstvo (sedaj Nemčija).
Vogel je bil pionir na področju uporabe spektroskopa v astronomiji. Ta inštrument je uporabil za kemično analizo atmosfer planetov in za določitev vrtilne hitrosti Sonca s pomočjo Dopplerjevega pojava.

## Življenje in delo
V letu 1882 je postal predstojnik Astrofizikalnega observatorija v Potsdamu. Odkril je da so se spektri nekaterih zvezd sčasoma premaknili proti rdečemu, kasneje pa proti modremu delu. To je pojasnil s tem da se zvezda giblje proti, nato pa stran od Zemlje, spektralni premiki pa so posledica Dopplerjevag pojava. Te zvezde so verjetno krožile okrog nevidnega masnega središča in so dvojnice. Spremljajoče zvezde s pomočjo daljnogledov ni bilo moč razločiti, tako da so jih označili kot spektroskopsko dvozvezdje.
Z določenjem periodičnega Dopplerjevega premika v Algolovih komponentah je Vogel pokazal da gre za dvojnico. Algol je bil tako prvo znano spektroskopsko dvozvezdje, drugače pa je tudi prekrivalno dvozvezdje.

## Priznanja

### Nagrade
- zlata medalja Kraljeve astronomske družbe (1893)
- medalja Henryja Draperja (1893)
- Landskroenerjeva medalja za zasluge (1898)
- častna medalja Richarda C. Whitea (1899)
- medalja Bruceove (1906)

### Poimenovanja
Po njem se imenujeta udarna kraterja na Luni (Vogel) in Marsu (Vogel), ter asteroid glavnega pasu 11762 Vogel.